# Heliotropium dichroum
Heliotropium dichroum är en strävbladig växtart som beskrevs av Ignatz Urban. Heliotropium dichroum ingår i Heliotropsläktet som ingår i familjen strävbladiga växter. Inga underarter finns listade i Catalogue of Life.